# Ezosciadium capense
Ezosciadium es un género monotípico de plantas de la familia de las apiáceas. Su única especie: Ezosciadium capense. Es originaria de Sudáfrica.

## Descripción
Es una planta herbácea anual que alcanza un tamaño de  0.3 m de altura a una altitud de 150 metros.

## Taxonomía
Ezosciadium capense fue descrita por (Eckl. & Zeyh.) B.L.Burtt y publicado en Edinburgh Journal of Botany 48(2): 207. 1991.
Sinonimia
- Trachysciadium capense Eckl. & Zeyh.	basónimo